# Avenel
Avenel – miasto w Australii, w stanie Wiktoria.